# La Vid de Bureba
La Vid de Bureba es una localidad y un municipio situados en la provincia de Burgos, comunidad autónoma de Castilla y León (España), comarca de La Bureba, partido judicial de Briviesca, ayuntamiento del mismo nombre. 

## Geografía
Tiene un área de 9,74 km² con una población de 33 habitantes (INE 2008) y una densidad de 3,39 hab/km².

## Demografía
La Vid de Bureba cuenta con una población de 24 habitantes (INE 2024).

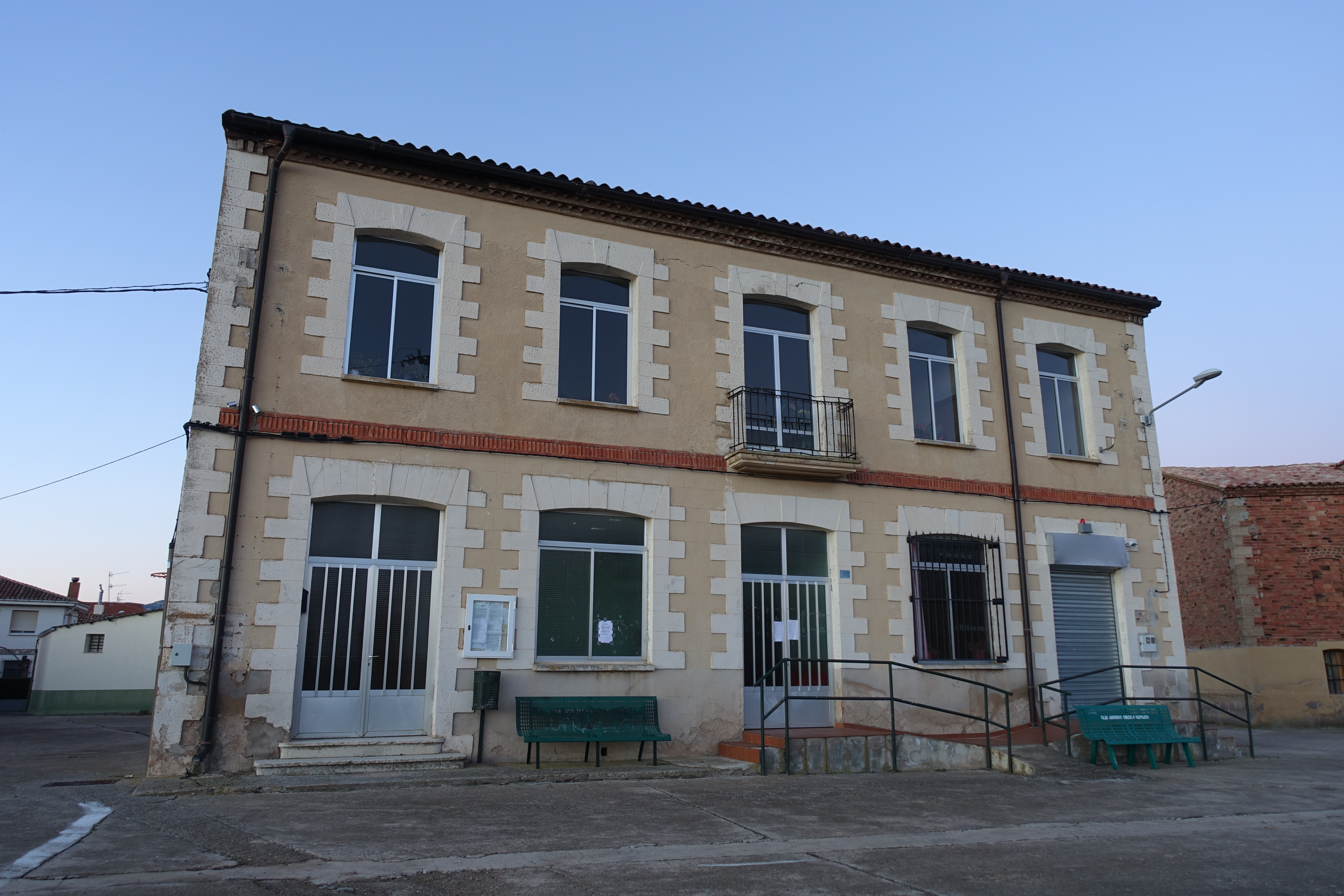
Casa consistorial

| Gráfica de evolución demográfica de La Vid de Bureba entre 1842 y 2021 |
| |
| Población de derecho según los censos de población del INE. Población de hecho según los censos de población del INE.En estos censos se denominaba Lavid de Bureba: 1842, 1857, 1860 y 1877. |

| 1991 |  | 1996 |  | 2001 |  | 2004 |  | 2007 |
| ---- |  | ---- |  | ---- |  | ---- |  | ---- |
| 49   |  | 44   |  | 37   |  | 30   |  | 35   |

## Historia
Villa, en la cuadrilla de La Vid, una de las siete en que se dividía la Merindad de Bureba perteneciente al partido de Bureba. Jurisdicción de realengo con regidor pedáneo.
A la caída del Antiguo Régimen queda constituida como ayuntamiento constitucional del mismo nombre en el partido de Briviesca, región de Castilla la Vieja, contaba entonces con 182 habitantes.

### Descripción en el Diccionario Madoz
Así se describe a La Vid de Bureba en el tomo X del Diccionario geográfico-estadístico-histórico de España y sus posesiones de Ultramar, obra impulsada por Pascual Madoz a mediados del siglo XIX:

LA-VID: villa con ayuntamiento en la provincia, diócesis, audiencia territorial y capitanía general de Burgos (8 ½ leguas), partido judicial de Briviesca (1 ½); Situada en llano y sobre un alto que domina parte de Bureba, donde la combaten los vientos en todas direcciones. Tiene 70 casas de un solo piso y con pocas comodidades interiores; una regular calle en el centro de la población; escuela de primeras letras concurrida por 32 alumnos de ambos sexos, cuyo maestro está dotado con 28 fanegas de trigo; una fuente de buen agua, sin caños, ni pilones para contener ésta, por lo que se la puede llamar con más propiedad charco; distante 300 pasos del pueblo y de ella se surten los vecinos para beber y demás usos; una iglesia parroquial (San Juan Evangelista), servida por un medio beneficiado y otro entero con la cura de almas, y un sacristán; y finalmente a un tiro de bala de la villa se encuentra un beaterio titulado Hospital de Nuestra Señora de Peña-rubia, y vulgarmente la Cartuja, donde se recogen los ancianos de la población imposibilitados de trabajar, los cuales visten un saco pardo con capucha, de que procede haberles llamado cartujos; allí se les suministra cuanto necesitan; y en lo antiguo poseía rentas pingües que bastaban a sostener no solo a los pobres del pueblo, sino a algunos otros del país a quienes se daba entrada; en la actualidad escasamente alcanzan aquellas para subvenir a las necesidades de los primeros; el edificio es bastante capaz y bien construido, con una capilla bajo la advocación de Nuestra Señora de Peña-rubia, siendo el patrono de este establecimiento el actual cura. Confina el término N Busto; E Berzosa; S Quintanillabón, y O Las Vesgas. El terreno es llano, bastante fértil y todo él cultivado, siendo pizarroso el que se halla al E y S, de miga el restante; pasa por el término el río conocido en el país con el nombre de Matapán, por los daños que causa en las haciendas, el cual nace en Fuentebureba, distante 5/4 de legua llevando desde su origen hasta 1 legua de curso la denominación de Oroncillo, y va a desaguar en el río Oca en Las Vesgas; deja a La-Vid a su izquierda y a distancia de ¼ de legua. Caminos: estos son puramente locales, cómodos y carreteros para la comunicación interior del país, cruzando por la población uno bastante transitado por la arriería y carros de la montaña, que desde la parte de Poza se dirigen a la Rioja transportando vino; pero desde que la Sociedad Riojana abrió la carretera de Cubo a Oña, es aquel menos frecuentado. Producciones: trigo, cebada, centeno y toda clase de cereales, y algunas legumbres; ganado lanar y caballar en corto número; y caza de perdices, liebres y raposos. Industria: la agrícola. Población: 51 vecinos, 182 almas. Capital productivo: 1.030.720 reales. Imponible: 96.584. Contribución: 4.285 reales 28 maravedíes. El presupuesto municipal ordinario asciende a 1.700 reales, y se cubre por reparto vecinal a excepción del escaso rendimiento de la taberna y el mesón, destinado también para el pago de dicho presupuesto.
Diccionario geográfico-estadístico-histórico de España y sus posesiones de Ultramar

## Parroquia
Iglesia católica de San Juan Evangelista, dependiente de la parroquia de Busto de Bureba en el Arcipestrazgo de Oca-Tirón, diócesis de Burgos.